# گروه پاین‌وود
گروه پاین‌وود (انگلیسی: Pinewood Group) شرکت رسانه‌ای بریتانیایی است، که در سال ۲۰۰۱ تأسیس شد.